# Курганов, Николай Гаврилович
Николай Гаврилович Курганов (1725 или 1726—1790 или 1796) — русский просветитель, педагог, математик, военный моряк, автор и составитель учебников. Наиболее известны его учебник грамматики (так называемый Письмовник Курганова) и первый учебник по геометрии на русском языке.

## Биография
Выходец из мелкой разночинной среды, сын бедного унтер-офицера. В 1741 окончил Школу математических и навигацких наук в Москве. Прошел обучение в Петербургской морской академии, после завершения обучения преподавал в морском корпусе. В 1774 году получил степень профессора.

## «Письмовник» и его значение
«Российская универсальная грамматика, или всеобщее письмословие, предлагающее легчайший способ основательного учения русскому языку с седмью присовокуплениями разных учебных и полезно-забавных вещей» с последующих изданий получила название «Письмовник».
Книга содержала популярное изложение русской грамматики (по Ломоносову), справочник по классической мифологии, словарь иностранных слов, сборники анекдотов, народных пословиц и поговорок, примеры народной поэзии, избранные стихотворения крупнейших русских поэтов XVIII века. Книга пользовалась огромной популярностью и в образованных кругах русского общества была общеизвестна (личностью Курганова интересовался даже Пушкин). «Письмовник» переиздавался 11 раз (1769—1837 гг.), не считая фрагментарного советского переиздания 1976 года.

## Труды
Учебник арифметики, несколько изданий с изменениями и под разными заглавиями:
- Универсальная арифметика, содержащая основательное учение как легчайшим способом разныя во обществе случающияся, математике принадлежащия арифметическия, геометрическия и алгеброическия выкладки производить: В 2-х частях. — СПб., 1757
- «Генеральная арифметика то есть всеобщей или Полной Числовник предлагающей Порядочное и основательное знание как легчайшим способом разные житейские мафиматике принадлежащия, Арифметичные, Геометричные и Алгебричные вычисления производить» изд. 2-е, СПб. 1794 г.;
- «Арифметика, или числовник, содержащий в себе все правила цыферного вычисления, случающегося в общежитии в пользу всякого учащегося, Воинского, Статского и Купеческого Юношества», переиздание «Универсальной арифметики…», но без сведений из алгебры и геометрии. — Изд. 3-е, СПб. 1776 г., изд. 4-е (Ч. 1 — 2), СПб. 1791 г.;
- «Новая арифметика или Числословие, содержащее в себе все правила цыфирнаго вычисления, случающагося в общежитии, в пользу всякаго учащагося, Воинскаго, Статскаго и Купеческаго Юношества» СПб. 1771 г. Переиздание «Универсальной арифметики…», но без сведений из алгебры и геометрии;

Учебник навигации; несколько изданий с изменениями и под разными заглавиями:
- Бугерово новое сочинение о навигации, содержащее теорию и практику морского пути / Переложено с французскаго. — СПб. 1764. Ориг.: Pierre Bouguer. Nouveau traité de navigation contenant la theorie et la pratique du pilotagt. — Paris, три французских издания — в 1753, 1761 и 1792 гг.
- Бугерово новое сочинение о навигации, содержащее теорию и практику штурманского искусства / Пер. с франц. — изд. 2-е, СПб. 1785 г.; изд. 3-е, СПб. 1790 г. (с пополнением словарём навигацким); изд. 4-е, СПб. 1802 г.
- Генеральная геометрия, или Общее измерение протяжения составляющее Теорию и Практику оной науки. — СПб. 1765

Учебник по геометрии; несколько изданий с изменениями и под разными заглавиями:
- Елементы геометрии, то есть первые основания науки измерении протяжения, состоящия из осьми Евклидовых книг, изъясненныя новым способом удобопонятнейшим юношеству / Пер. с фр. подлинника, печатаннаго в Гаге 1762 года. — СПб., 1769.

Грамматика; несколько изданий с изменениями и под разными заглавиями:
- Российская универсальная грамматика, или Всеобщее письмословие, предлагающее легчайший способ основательного учения русскому языку с седмью присовокуплениями разных учебных и полезнозабавных вещей. — СПб., 1769.
  - Переиздан с изменениями и под разными заглавиями:
    - Книга писмовник, а в ней Наука Российскаго языка с седмью присовокуплениями разных учебных и полезнозабавных вещесловий. — Изд. 2-е, СПб. 1777 г.; изд. 3-е, СПб. 1788 г.;
    - Писмовник, содержащий в себе Науку Российскаго языка со многим присовокуплением разнаго учебнаго и полезнозабавнаго вещесловия: В 2-х ч. — Изд. 4-е, СПб. 1790 г.; изд. 5-е, СПб. 1793 г.; изд. 6-е, СПб. 1796 г.; изд. 7-е, СПб. 1802—1803 г.; изд. 8-е, СПб. 1809 г. (с присовокуплением книги «Неустрашимость духа, геройские подвиги и примерные анекдоты русских»); изд. 9-е, СПб. 1818 г.; изд. 10-е, СПб. 1831 г. (печ. с изд. 1818 без испр., но с цензурными купюрами); изд. 11-е, СПб. 1837 г. (печ. с изд. 1831 без испр., но с цензурными купюрами).
- О точности морскаго пути, или Искусство, как измерять на море ход корабля и описание о вооружении французских военных судов, с прибавлением о теории правления кораблем / Пер. с фр. — Спб.,1773 (Перевод книги Александра Саверьена — Alexandre Savérien, L’Art de mesurer sur mer le sillage du vaisseau : avec une idée de l'état d’armement des vaisseaux de France : dédié aux marins. — Paris, 1750).
- Наука морская, сиречь Опыт о теории и практике управления кораблем и флотом военным: Что с французской книги перевел и с присовокуплением к тому многих потребных изъяснений и действ издал Николай Курганов, майор и математических и навигацких наук профессор. — СПб., 1774 (Перевод книги Жака Бурде де Вильгюе — Bourdé de Villehuet, Jacques «Le manœuvrier» Paris: Desaint, 1769).
- Словарь морской, то есть изъяснение некоторых иностранных слов, а больше голландских, в сей книге упоминаемых и употребляемых в Российском флоте // Курганов Н. Наука морская, сиречь опыт о теории и практике управления кораблем и флотом военным. — Спб., 1774. — С. 370—432.
- О разных артиллерийских экзерцициях или учениях на корабле. — Спб., 1774.
- Определение вещам содержащимся в новом Бугеровом сочинении о навигации с приложением некоторых нужных примечаний для употребления учащегося юношества. — СПб., 1776
- Книга Морской Инженер, то есть, теория и практика о укреплении напольных и приморских мест, о защищении флотов в укрепленных гаванях и о бывших знатнейших атаках многих портов, с присовокуплением науки о перспективе, о напасти и обороне разных крепостей и словаря инженерного. — СПб., 1777

Изд. имеет 2-й тит. л. с загл.:
Книга о науке военной, содержащая в себе умозрение и деяние о укреплении всяких полевых и приморских мест; о нападении и обороне крепостей и гаваней; с описанием бывших знатнейших атак; и с присовокуплением науки о перспективе и словаря инженернаго. — СПб., 1777
- Таблицы показывающие прямое восхождение и склонение солнца в полдень, с 1780 по 1792, и на прочие будущие годы. По старому времечислию на Меридиане Королевской Гренвицкой Обсерватории. — СПб.1788 г. (Таблицы заимствованы из Лондон. изд.: «The nautical almanac and astronomical ephemeris»; Часть тиража настоящего изд. была использована для издат. конволютов: «Пополнения Бугеровой науки мореплавания…» ([СПб.], 1790) и «Таблицы полуденных склонений Солнца…» ([СПб.], 1794; Под загл. «Пополнения Бугеровой науки мореплавания…» настоящие таблицы были переизданы в 1794 г.).
- Пополнения Бугеровой науки мореплавания: Часть первая, предлагающая таблицы склонения и прямого восхождения солнца, и многие иные астрономския, географския и физическия познания для употребления во флоте и в морских училищах. — СПб., 1790; изд. 2-е, СПб. 1794 г.; изд. 3-е, СПб. 1801 г.
- Таблицы румбов, разности широт, прямого восхождения, и склонения Солнца и прочия к мореплаванию принадлежащия. — СПб., 1794; изд. 2-е, СПб. 1801 (Издат. конволют. Составлен из двух вновь напечатанных таблиц: «Таблица разности ширины и отшествия от меридиана на все румбы и четверти румбов и на все градусы праваго компаса и горизонта (С.1-6)» и «Таблица меридиональных частей на все градусы и минусы широты» (С.7-26), а также из изданной ранее книги: «Таблицы показывающия прямое восхождение и склонение Солнца в полдень, с 1780 по 1792, и на прочие будущие годы…»).
- Краткие замысловатые повести из Письмовника профессора и кавалера Курганова Николая. — М., 1976.